# Винделиция

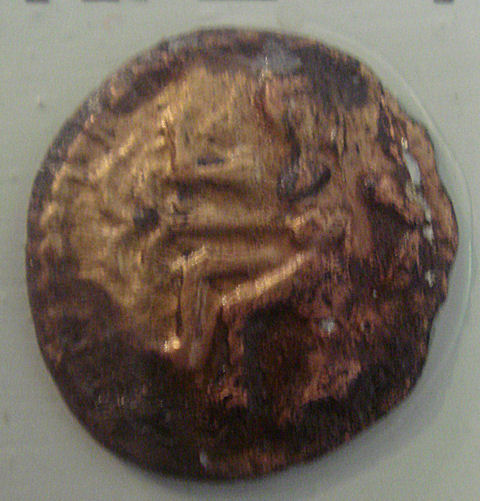
Монета Винделиции, V — I века до нашей эры.

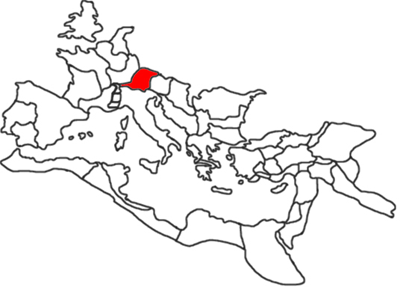
Реция на карте Римской империи. Винделиция располагалась в верхней её части.

Винделиция (лат. Vindelicia), Винделикия — древнее название древнеримской области, которая охватывала часть современной северной Швейцарии и южной Германии.

## История
На севере страна винделиков граничила с Дунаем, на западе с Гельвецией, на востоке с рекой Энус (Оеннус, ныне Инн), правый приток Дуная, составлявший границу между Винделицией и Нориком, и на юге с Рецией. 
В северо-западной части Винделиции проживали бриганции и находилось Бригантинское озеро (Brigantinus lacus) с городом Бригантиум (Brigantium).
Страна названа в честь населения — винделиков — которые, как полагают, были народом или кельтского происхождения, или народом, связанным с адриатическими венетами.
Винделиция в 15 году до нашей эры завоевана Римской империей и её территорию присоединили к Реции, сделав северной частью провинции Реция.
Здесь же был основан город Августа Винделиков — сегодняшний Аугсбург.